# Dolga vas (Lendava, Slovenija)
Dolga vas (mađarski: Hosszúfalu) je naselje u slovenskoj Općini Lendavi. Dolga vas se nalazi u pokrajini Prekomurju i statističkoj regiji Pomurju. 

## Stanovništvo
Prema popisu stanovništva iz 2002. godine naselje je imalo 621 stanovnika.